# Imperi Portuguès

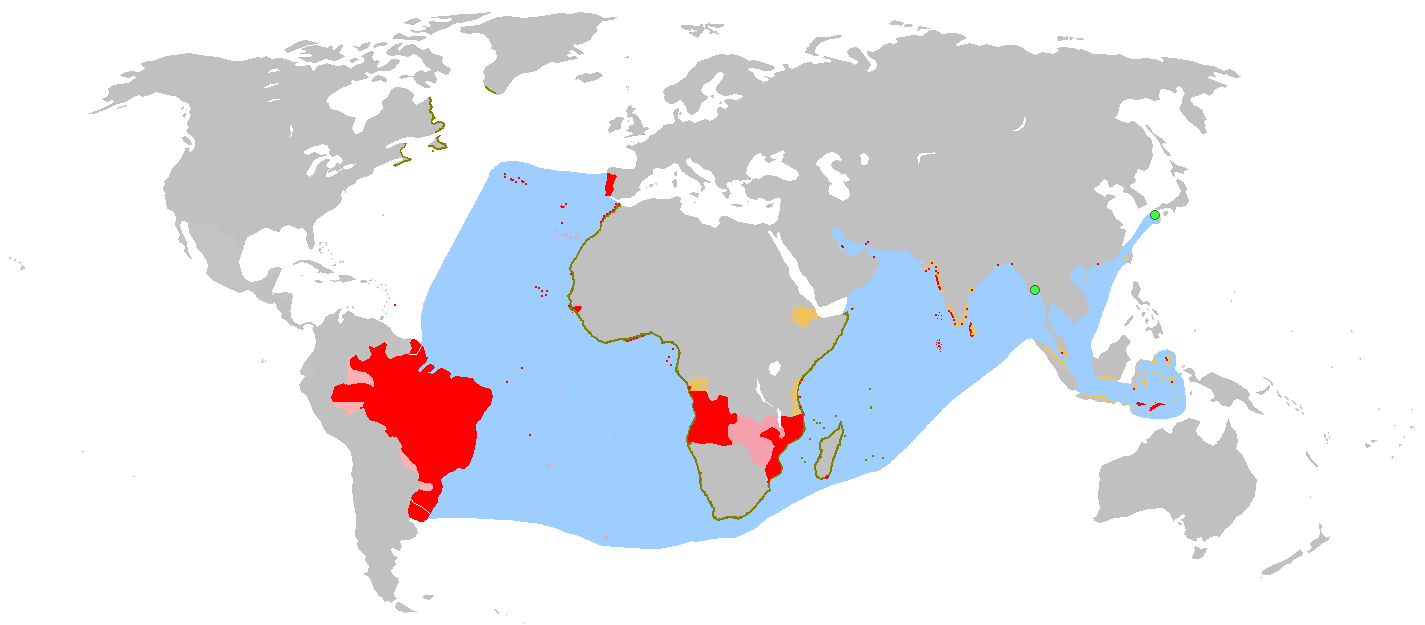
Màxima extensió de l'Imperi portuguès al llarg de la història.

L'Imperi Portuguès és el conjunt de Portugal i les seves colònies, va ser un destacat imperi en els segles xv, xvi i xvii. Es va formar durant l'Era dels descobriments, durant la qual va ocupar un lloc predominant conjuntament amb l'Imperi Espanyol, sent una de les més poderoses potències de l'època. Les primeres colònies portugueses es van establir primer a l'Índia i en el sud africà. Aquest imperi, sobretot durant els seus inicis, s'estructurava en les ciutats pròpiament portugueses (Goa, per exemple), les factories, o construccions en ciutats no portugueses realitzades exclusivament per al comerç (Chittagong, per exemple), les bases, o zones d'intercanvi directe (ciutats no portugueses sense edificis que realitzaven el mercat des de les mateixes càrregues del vaixell). L'Imperi Portuguès va passar a pertànyer a la Monarquia Hispànica durant el regnat de Felip II de Castella i es va separar en el regnat de Felip IV de Castella (1580-1640). Portugal va perdre les colònies que li quedaven quan es van independitzar l'any 1975. Aquesta la data de és dissol formalment l'Imperi portuguès, si bé l'Imperi va decaure gradualment des del segle xvi. D'aquest procés per la independència destaca la més important de les colònies portugueses, el Brasil, l'any 1822.

## Primer Imperi o monarquia portuguesa
Des de la mort de Ferran I de Portugal, que no tenia hereus homes fins a l'ascens al tron de Joan I d'Avís el 1385 després de la batalla d'Aljubarrota, a Portugal no va governar cap rei. Els pesquers i mariners portuguesos eren experts navegants entre Canàries, Madeira, i les Açores, i amb l'ascens dels Avís, unes noves classes emprenedores van ocupar els llocs prominents en la direcció del país i permeten una nova política d'expansió, dirigint la seva mirada a l'Àfrica, on compren blat i l'or de les caravanes.
Els soldats portuguesos van capturar Ceuta a 1415. Al llarg del segle xv, els vaixells portuguesos organitzats per Enric el Navegant exploraren la costa oest d'Àfrica, fent mapes del territori i buscant comerç, particularment espècies, or i esclaus. El 1487, Bartolomeu Dias va rodejar el Cap de Bona Esperança, i el 1498, Vasco da Gama va arribar a Calicut (actual Kozhikode) a l'Índia i va establir els primers assentaments portuguesos en aquest subcontinent, especialment en la Costa Malabar (Kerala) i en el Gujarat). El descobriment de la ruta marítima al voltant de l'Àfrica cap a l'Índia i la resta d'Àsia va obrir enormes oportunitats de comerciar per a Portugal, el qual no va desaprofitar l'oportunitat i es va moure agressivament en establir assentaments comercials i bases fortificades per controlar aquest comerç.
A l'Àfrica Oriental, petits estats islàmics al costat de la costa de Moçambic: Malindi, Kilwa, Brava i Mombasa van ser destruïts o es van convertir en aliats de Portugal. De la mateixa manera les possessions del sultanat de Zanzíbar quedaren pràcticament subordinades al naixent imperi portuguès. Pêro da Covilhã havia arribat Abissínia el 1490. A l'oceà Índic i mar d'Aràbia, un dels vaixells de Pedro Álvares Cabral va descobrir Madagascar, la qual va ser parcialment explorada per Tristão da Cunha (1507); Maurici va ser descoberta el 1507, Socotra ocupada en 1506, i aquell mateix any, D. Lourenço de Almeida va visitar Ceilan.
El novembre del 1505, el soldà mameluc del Caire Qànsawh al-Ghawrí va enviar una flota al Gujarat manada per Husayn Mushrif al-Kurdi en ajut de Mahmud Shah I Begra Gudjarati i es va fer forta a Djedda per contestar als portuguesos el domini l'oceà Índic i mar Roja. El 1506 Lourenço de Almeida va derrotar el samorin de Calicut en la batalla de Cannanore i a principis de 1508 encapçalant una flota de vuit vaixells, navegà fins a Chaul per protegir els vaixells de Cochin i Cannanore, i el gener del 1508 foren derrotats per mamelucs i gujaratis en la batalla de Chaul on va morir Lourenço de Almeida. El 3 de febrer de 1509 la flota mameluca, auxiliada per gujaratis i naus del samorin de Calicut, va patir una derrota a la batalla de Diu i va quedar destruïda en part havent de retirar-se de l'oceà Índic i obrint pas a l'hegemonia marítima absoluta a l'Orient, que es va convertir en portuguès.
Amb la conquesta d'Ormuz, els lusitans tenien en el seu poder el Golf Pèrsic. Un intent de conquerir Aden el 1510 no reeixí i obligà els portuguesos a retirar-se. El febrer de 1513, mentre Mateus estava a Portugal, Afonso de Albuquerque salpà cap al mar Roig amb una flota de 1.000 portuguesos i 400 malabars amb la missió de garantir el domini del mar per Portugal, prenent la desèrtica illa de Socotra es revelà ineficaç per controlar l'entrada al mar Roig i fou abandonada, i sabent que mamelucs estaven preparant una segona flota a la ciutat de Suez, va voler avançar abans que arribessin els reforços procedents d'Aden, assetjant la ciutat. però era una ciutat fortificada, i després de mig dia de ferotge batalla Albuquerque es va veure obligat a retirar-se. Els portuguesos van arribar a les illes i a la part continental de Bahrayn el 1514 i al cap d'uns anys se'n van apoderar amb l'ajut d'Ormuz, enderrocant a Mukrin, oncle d'Adjwad ibn Zamil. Els portuguesos van deixar el poder en mans de governadors perses durant prop de vuitanta anys; al segle xvii els otomans van disputar als portuguesos el domini. El 1602 l'Imperi Safàvida d'Abbas I el Gran es van apoderar de les illes Bahrain que van conservar amb algunes interrupcions durant més de 150 anys fins que el 1783 s'hi van instal·lar els al Khalifa.
L'Imperi portuguès a l'Est va ser garantit pel Tractat de Tordesillas, i Portugal va establir ports comercials en punts llunyans com ara Goa, Malaca, les illes Moluques, Macau, i Nagasaki. En protegir el seu comerç gelosament dels seus competidors europeus i asiàtics, Portugal no només va dominar el comerç entre Àsia i Europa, sinó també bona part del comerç entre les diferents regions d'Àsia, com ara Índia, Ceilan, Indonèsia, Xina, i Japó. Missioners jesuïtes van seguir als portuguesos per difondre el cristianisme catòlic romà per Àsia amb resultats diversos.
Brasil va ser descobert el 1500 per Pedro Álvares Cabral. Tot i que inicialment menys important, Brasil arribaria a ser la colònia més important de l'imperi, des de la qual Portugal va reunir recursos com or, pedres precioses, canya de sucre, cafè i altres collites.
Entre 1580 i 1640, el tron de Portugal va ser retingut pels reis Habsburg d'Espanya. Aquest període va marcar la fi del primer Imperi Portuguès en establir la Unió Ibèrica (o Unió de les Corones).
Els enemics d'Espanya, com ara els Països Baixos i Anglaterra, es delien per seves riqueses ultramarines, i en molts casos van trobar més fàcil atacar els llocs portuguesos pobrament defensats que els espanyols; Espanya també va exercir una política d'abandonament de les capitanies portugueses que ara controlava. Tot i que les colònies holandeses al Brasil van ser eliminades, al segle xvii, els holandesos van poder ocupar Ceilan, el Cap de Bona Esperança, i les Índies Orientals i es van encarregar del comerç amb el Japó a Nagasaki. Els territoris del Pacífic del Portugal van ser reduïts a les bases de Macau i Timor Oriental.

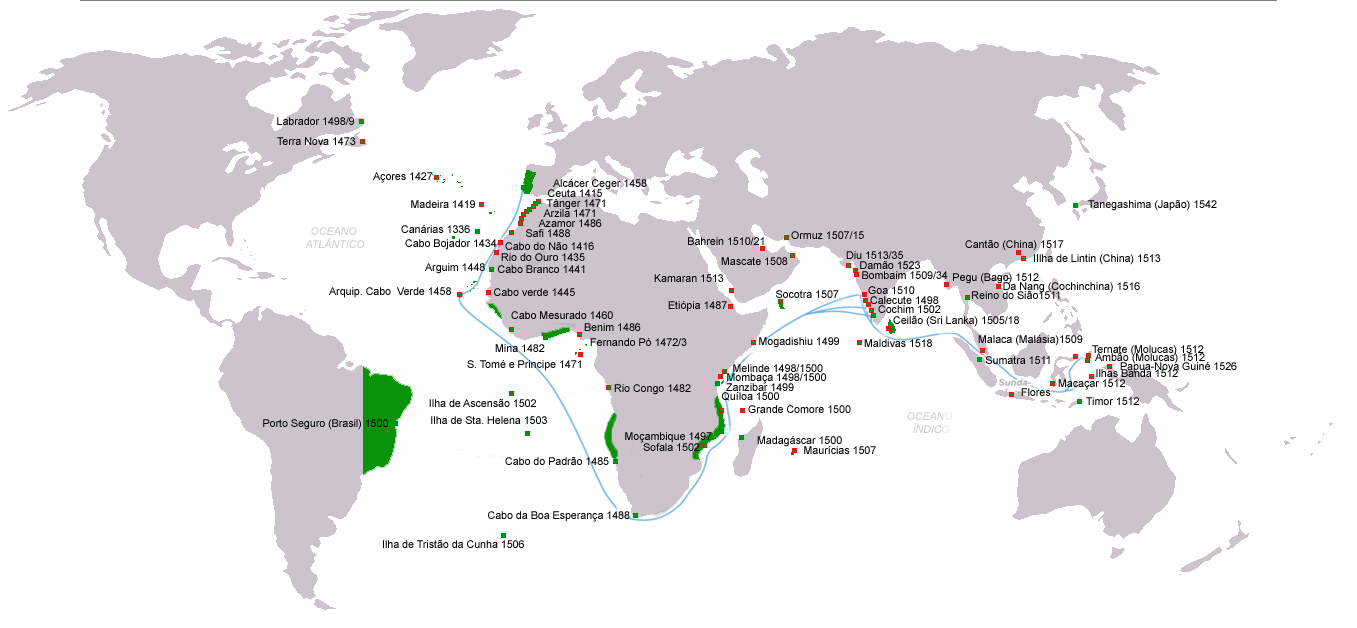
Imperi portuguès - 1415-1543

## Segon Imperi
El 1661 els portuguesos van donar Bombai a Anglaterra com a part d'un dot, i durant els següents cent anys, els britànics es van convertir en la potència dominant a l'Índia, i van excloure altres potències del comerç. Portugal va retenir Goa i diverses bases menors al llarg del període.
El terratrèmol de Lisboa de 1755 va representar un seriós contratemps per a les ambicions colonials portugueses al segle xviii. El sisme i subseqüent tsunami van matar més de 100.000 persones a Lisboa (llavors una ciutat de 275.000). Destaca el conflicte amb Espanya en la Banda Oriental per Colonia del Sacramento, les Misiones Orientales, Rio Grande do Sul, Santa Catarina, La Guayrà així com altres territoris fronterers a Sud-amèrica. El 1815 va quedar establert el Regne Unit de Portugal, Brasil i l'Algarve.

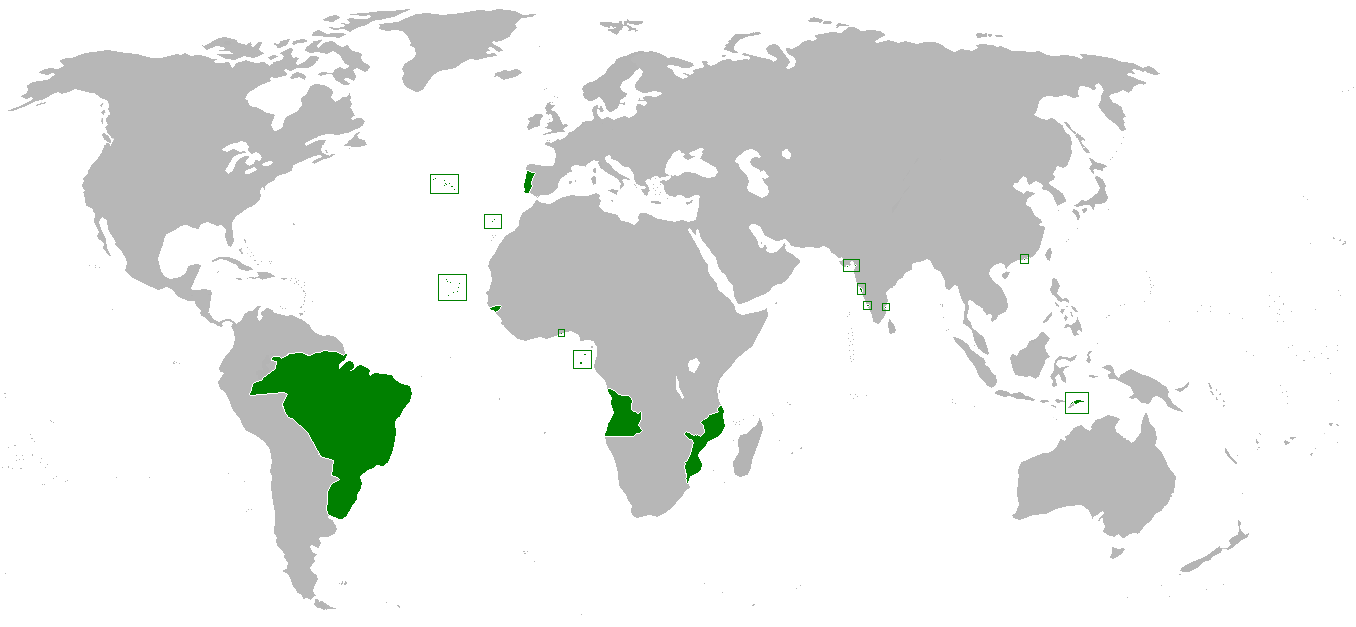
Imperi Portuguès - 1810.

El Brasil va seguir sent un territori de Portugal durant molts anys, i va esdevenir el centre principal de les ambicions colonials portugueses. La immigració voluntària des d'Europa i el comerç d'esclaus d'Àfrica va augmentar la població del Brasil immensament (Brasil avui és el país de parla portuguesa més gran del món). El 1822, Brasil va declarar la independència amb un príncep portuguès, Pere I de Portugal, com a emperador. Aquest va ser el final del Segon Imperi Portuguès.

## Tercer Imperi i descolonització
El 13 d'agost de 1862, la Xina de la dinastia Qing i Portugal van signar el tractat Sino-Portuguès de Pequín, en gran part un acord comercial, però també definia l'estatus polític i jurídic de Macau i indirectament establia la sobirania portuguesa, però la Xina no va ratificar el tractat i va quedar nul el 1864.
Quan comença l'època del colonialisme europeu, al segle xix, Portugal havia perdut el seu territori a Sud-amèrica i unes quantes bases a Àsia. Durant aquesta fase, el colonialisme portuguès es va enfocar en expandir els seus assentaments de l'Àfrica en territoris de la mida d'una nació per tal competir amb altres potències europees aquí. Portugal, després de l'expedició de Serpa Pinto (que va travessar Àfrica des d'Angola fins a Moçambic) va pretendre l'ocupació d'un territori colonial continu (mapa color de rosa), del qual només van ser reconeguts els actuals territoris d'Angola i Moçambic a causa de la pressió britànica (ultimàtum) a Rhodèsia. Els territoris portuguesos eventualment incloïen les modernes nacions de Cap Verd, São Tomé i Príncipe, Guinea Bissau, Angola, i Moçambic.
Els portuguesos van sotmetre el regne dels Ovimbundu de Mbalundu cap al 1890 i els altres regnes ovimbundu no els van ajudar, especialment el regne de Bihé. Al juliol del 1902 una expedició de 770 soldats, majoritàriament africans i alguns afrikáner i 142 lusitans van anar a conquerir-los. Els regnes ovimbundu de Wambu, Mbalundu, Soque, Civulu, Civanda, Ngalangi, Cipeyo i Sambu es van revoltar amb els immigrants europeus i els lleials aborígens per la caiguda sobtada del preu del cautxú d'arrel, reunint una tropa de 40.000 guerrers per enfrontar-s'hi però van ser vençuts gràcies a la superioritat tecnològica dels europeus. El capità Paes Brandão va emboscar, capturar i matar el olosoma Mutu-ja-Kavela, cap dels insubmisos, i 10.000 dels seus guerrers en un atac sorprenent contra el seu campament. Els combats van continuar fins al 1910. Els Ovambo es van revoltar contra la dominació portuguesa però foren derrotats a la batalla de Mufilo en 1907. Durant la Primera Guerra Mundial, Portugal va entrar en guerra amb Alemanya, i va ocupar i annexionar després del Tractat de Versalles el triangle de Kionga, amb la qual redefiní la frontera moçambiquesa.
En l'ocàs de la Segona Guerra Mundial, altres nacions europees van començar a abandonar les seves colònies, tant de forma voluntària com involuntària. Portugal es va negar a entrar en aquest procés voluntàriament, i va ser l'última nació en retenir les seves colònies més grans. El 1961, Goa i la resta de l'Índia Portuguesa van ser ocupades i annexades per l'Índia, mentre que una guerra de dècades va ser desencadenada a l'Àfrica Portuguesa amb diversos grups de resistència. Finalment, el cost de la infructuosa guerra va portar al règim de Salazar al col·lapse el 1974 (la Revolució dels Clavells), i un dels primers actes del govern democràtic que el va reemplaçar va ser acabar la guerra i negociar el lliurament de les colònies als rebels indígenes. A Moçambic i Angola, els rebels van entrar aviat en una guerra civil, amb governs comunistes entrants recolzats per la Unió Soviètica, Cuba, i altres països comunistes i grups d'insurgents recolzats per nacions com Zaire, Sud-àfrica, i els Estats Units.
Timor Oriental també es va fer independent en aquest moment, però va ser aviat envaïda per la seva veïna Indonèsia, la qual va ocupar fins al 1999.
Per la seva banda, Macau va ser retornada a la Xina el 20 de desembre de 1999, sota els termes d'un acord negociat similar al del Regne Unit quan va lliurar Hong Kong.
El Tercer Imperi Portuguès (i amb això, tot l'imperi portuguès) va acabar el 1975 amb la independència de les últimes colònies a l'Àfrica.
Les set ex colònies de Portugal, que ara són nacions independents, juntament amb Portugal, són membres de la Comunitat de Països de Llengua Portuguesa (CPLP).

## Territoris històrics de l'Imperi portuguès

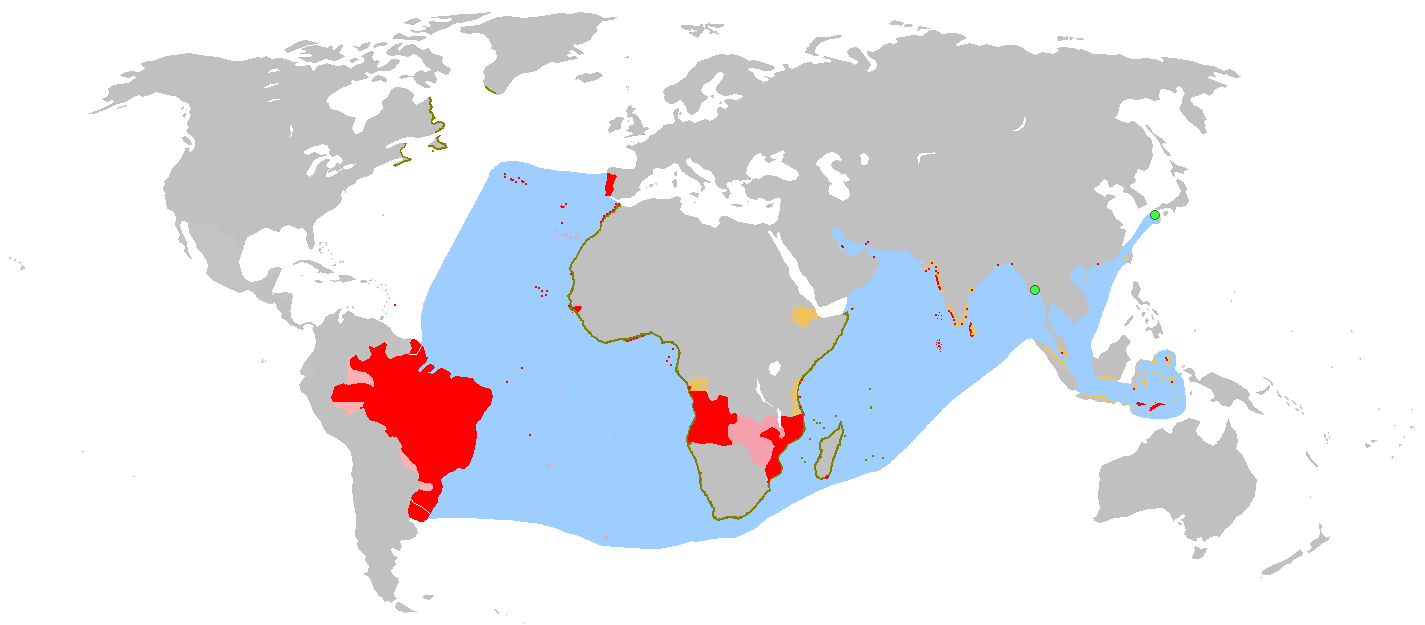
Mapa diacrònic que mostra els territoris que han format part de l'Imperi portuguès.

L'Imperi portuguès va posseir territoris a:
Amèrica
- Barbados (1536-1662)
- Brasil (1500-1822)
- Colonia del Sacramento (1680-1777)
- Guaiana (1809-1817)
- Misiones Orientales (1750-1808)
- Terranova i Labrador (1472-1583)
- Uruguai (1680-1777) i (1815-1824)
- Artigas, Tacuarembó i Salto (1680-1824)

Àsia
- Bombai (1535-1739)
- Cananor (1502-1663)
- Chittagong (1528-1666)
- Cochin (1500-1663)
- Kollam (1502-1661)
- Daman (1559-1974)
- Dadra i Nagar Haveli (1779-1954)
- Diu (1535-1974)
- Goa (1510-1974)
- Hugli-Chuchura (1579-1632)
- Lakshadweep (1498-1545)
- Macau (1553-1999)
- Macasar (1648-1856)
- Malaca (1511-1641)
- Maldives (1558-1573)
- Moluques (1522-1605)
- Nagapattinam (1507-1657)
- Nagasaki (1571-1639)
- Ningbo (1533-1545)
- Salsette (1534-1737)
- Socotra (1506-1511)
- Sri Lanka (1597-1658)
- Tanegashima (1542-1639)
- Timor Oriental (1642-1975-2002)
- Thoothukudi (1548-1658)

Golf Pèrsic
- Bahrain (1521-1602)
- Bandar Abbas (1506-1615)
- Oman (1500-1650)
- Ormuz (1515-1622)

Àfrica Colonial
- Angola (1575-1975)
- Arguin (1455-1633)
- Cap Verd (1462-1975)
- Fernando Poo i Annobón (1474-1778).
- Ghana (1482-1642)
- Guinea Bissau (1640-1974)
- Mombasa (1638-1729)
- Moçambic (1498-1975)
- São Tomé i Príncipe (1470-1975)
- Zanzíbar (1503-1698)
- Ziguinchor (1645-1888)

Àfrica (protectorats)
- Cabinda (1883-1975)
- Regne del Congo (1500-1914)
- Etiòpia (1540-1632)
- Kilwa Kisiwani (1505-1512)
- Malindi (1500-1630)
- Mombasa (1593-1638)
- Ouidah (1615-1961)
- Tanganyika (1500-1630)

Marroc (places de sobirania)
- Ceuta (1415-1668)
- Aguz (1506-1525)
- Al-Ksar es-Seghir (1458-1550)
- Arcila (1471-1589)
- Azemmour (1513-1541)
- Essaouira (1506-1525)
- Al-Djadida (1485-1769)
- Safi (1488-1541)
- Agadir (1505-1541)
- Tànger (1471-1662)

Arxipèlags atlàntics
- Açores (1420-Comunitat Autònoma de Portugal)
- Canàries (1336-1345 i 1448-1459)
- Madeira (1419-Comunitat Autònoma de Portugal)
- Tristan da Cunha (1506-1767)